# Gillian Sheenová
Gillian Sheenová provdaná Gillian Donaldsonová (21. srpna 1928 Londýn, Spojené království – 5. července 2021) byla britská sportovní šermířka anglické národnosti, která se specializovala na šerm fleretem. Británii reprezentovala v padesátých letech. Na olympijských hrách startovala v roce 1952, 1956 v soutěži jednotlivkyň a v roce 1960 v soutěži jednotlivkyň a družstev. V soutěži jednotlivkyň získala na olympijských hrách 1956 zlatou olympijskou medaili. S britským družstvem fleretistek vybojovala v roce 1950 třetí místo na mistrovství světa.